# Пауэрхаус Хоббс
Уильям Хобсон (англ. William Hobson, род. 23 января 1991, Ист-Пало-Алто, Калифорния) — американский рестлер, выступающий в All Elite Wrestling (AEW) под именем Пауэрхаус Хоббс (англ. Powerhouse Hobbs).

## Ранняя жизнь
Хобсон посещал среднюю школу в Редвуд-Сити, Калифорния, где занимался американским футболом и другими видами спорта. В юности он посещал соревнования по рестлингу, включая SuperBrawl VIII в Сан-Франциско, Калифорния.

## Личная жизнь
Хобсон воспитывался бабушкой и дедушкой, и он утверждает, что его любовь к рестлингу пришла через них, они регулярно смотрели и посещали рестлинг-шоу на арене Cow Palace. Когда Хобсону был 21 год, его старшего брата застрелили; они мечтали стать дуэтом менеджера и рестлера. Хобсон также был ранен в перестрелке, получив пулю в предплечье. У Хобсона есть два сына и одна дочь.

## Титулы и достижения
- All Elite Wrestling
  - Чемпион TNT AEW (1 раз)
- All Pro Wrestling
  - Командный чемпион APW (3 раза) — с Маркусом Льюисом
  - Всемирный интернет-чемпион APW (3 раза)
- Championship Wrestling from Hollywood
  - Командный чемпион UWN (1 раз) — с Дэмиеном Гранди
- Gold Rush Pro Wrestling
  - Чемпион бриллиантового дивизиона GRPW (1 раз)
  - Турнир за чемпионство бриллиантового дивизиона GRPW (2013)
- Pro Championship Wrestling
  - Командный чемпион PCW (1 раз) — с Митчем Валентайном
- Pro Wrestling Illustrated
  - № 93 в топ 500 рестлеров в рейтинге PWI 500 в 2021